# Harrie Smeets
Hendrikus (Harrie) Marie Gerardus Smeets (ur. 22 października 1960 w Heerlen, zm. 20 grudnia 2023) – holenderski duchowny katolicki, biskup diecezji Roermond od 2018 do 2023. 

## Życiorys
Święcenia kapłańskie otrzymał 13 czerwca 1992 i został inkardynowany do diecezji Roermond. Po kilkuletnim stażu wikariuszowskim objął probostwo w Maastricht, a w 2003 został proboszczem oraz dziekanem w Venray.
10 października 2018 papież Franciszek mianował go biskupem diecezji Roermond. Sakrę biskupią otrzymał 8 grudnia 2018 z rąk bp. Hansa van den Hende.
10 sierpnia 2023 papież Franciszek przyjął jego rezygnację z urzędu biskupa diecezji Roermond. 